# DEFB126
DEFB126‏ (Defensin beta 126) هوَ بروتين يُشَفر بواسطة جين DEFB126 في الإنسان.